# Double Arch

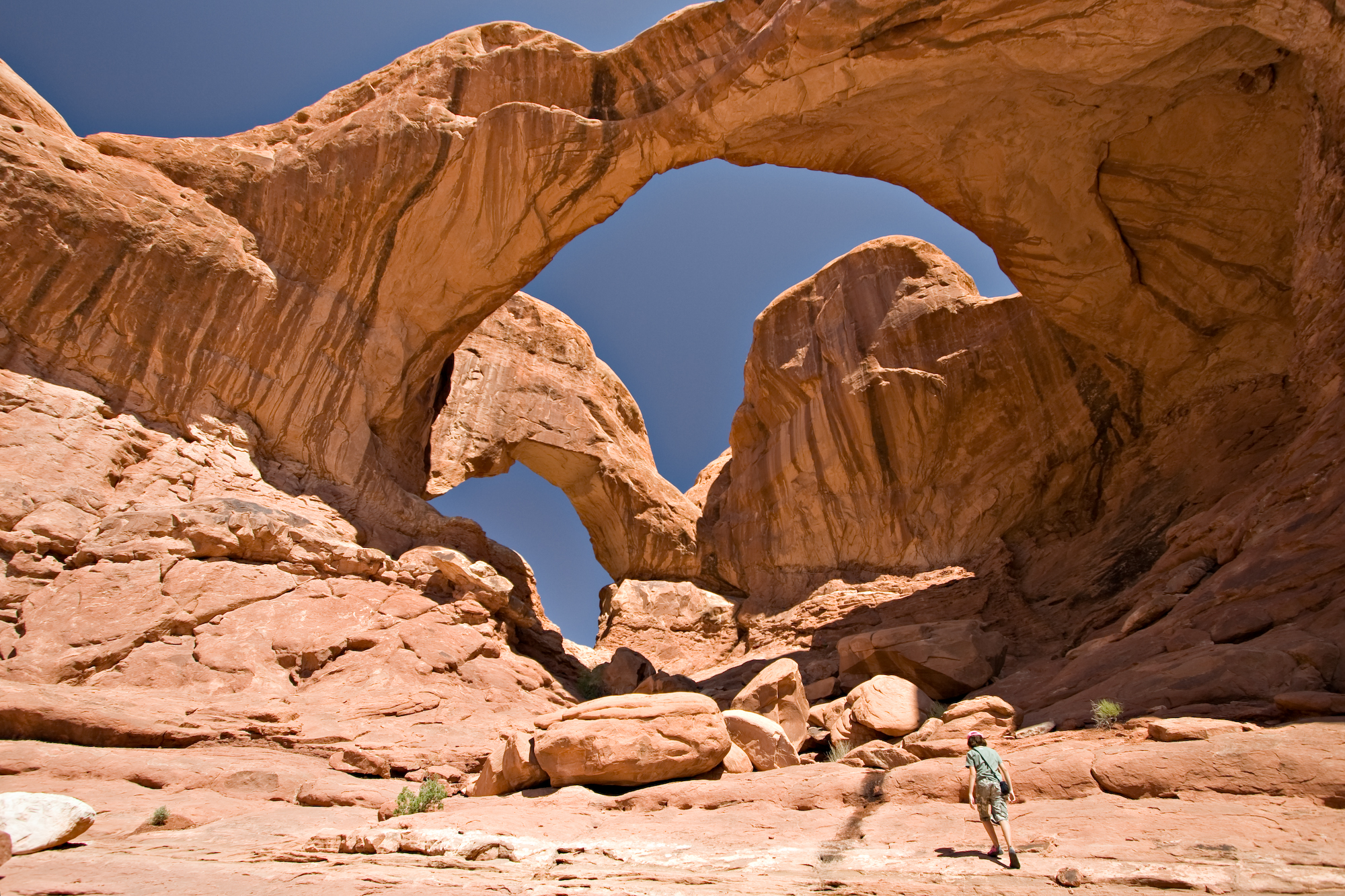
De Double Arch.

Double Arch is een dubbele natuurlijke boog in het Nationaal park Arches in Utah in de Verenigde Staten. De bogen zijn ontstaan door natuurlijke erosie door water. De grootste boog heeft een opening van 45,1m hoogte, de kleinere boog heeft een opening van 37,1m.
De locatie is gebruikt in de film Indiana Jones and the Last Crusade.

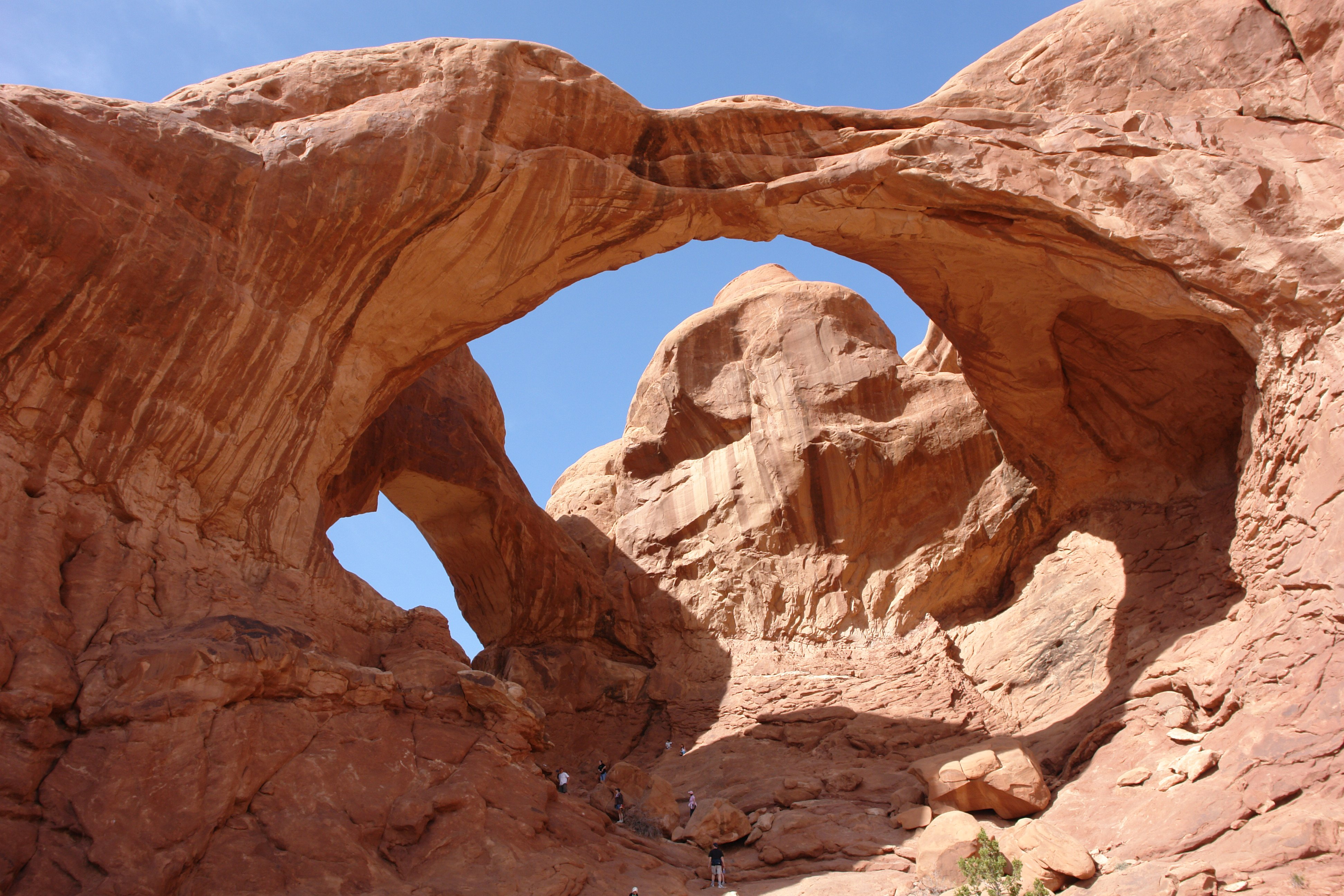
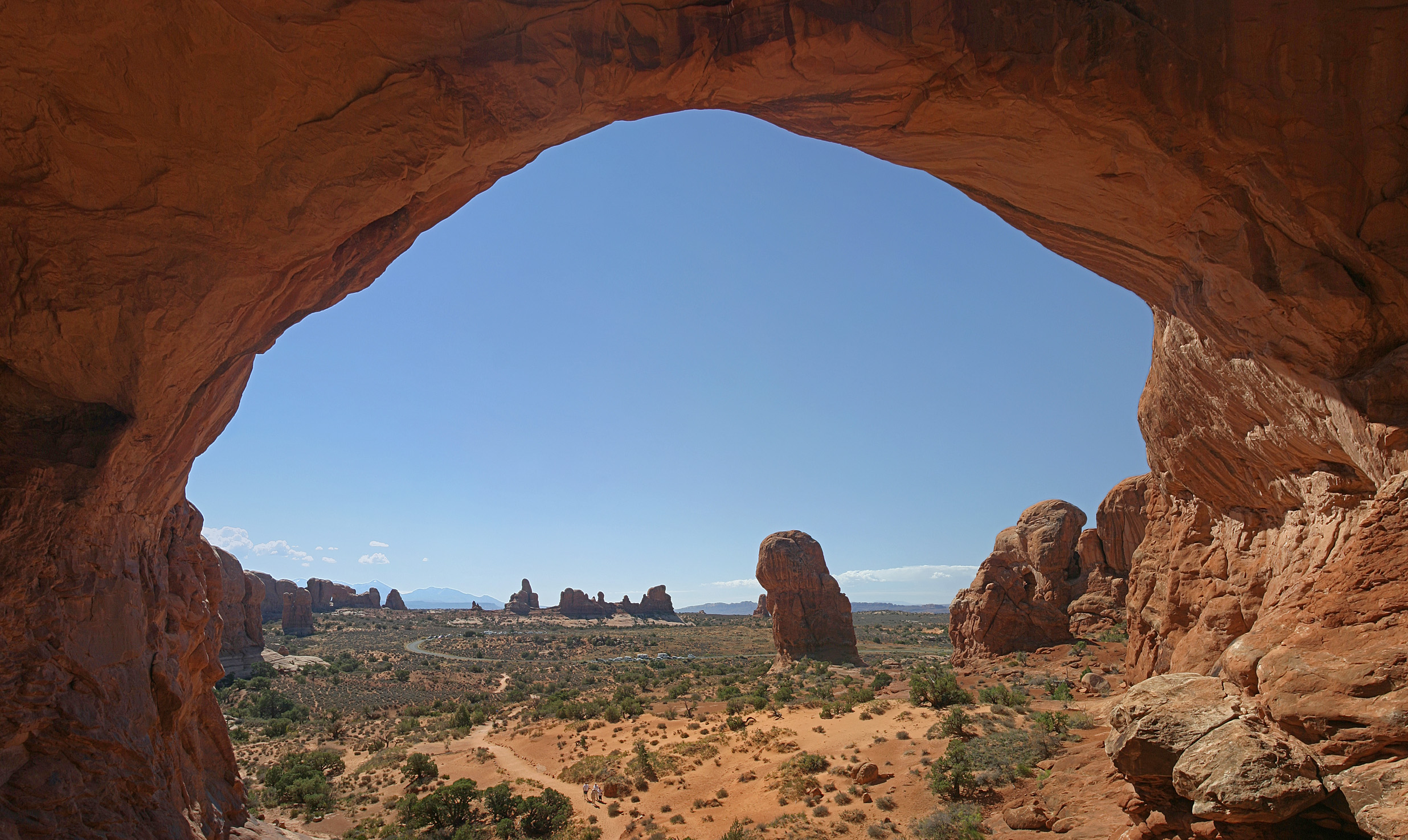